# Ralf Lyding
Ralf Lyding (* 8. September 1964 in Witten; † 26. Februar 2019 in Wetter) war ein deutscher Ringer. Er war Europameister 1990 im freien Stil im Federgewicht.

## Werdegang
Ralf Lyding begann 1973 beim KSV Witten, dem Verein, dem er bis zu seinem Karriereende angehörte, mit dem Ringen. Er profitierte dabei von der guten Jugendarbeit die in diesem Verein unter der Leitung der Trainer Klaus Rost und Rainer Brockhoff geleistet wurde. Schon 1977 belegte er bei der deutschen Schülermeisterschaft in Gersweiler (heute C-Jugend) im griech.-röm. Stil in der Klasse bis 34 kg Körpergewicht den 2. Platz. Als 16-Jähriger startete Ralf Lyding im Jahre 1981 schon bei den deutschen Seniorenmeisterschaften im freien Stil im Papiergewicht (bis 48 kg Körpergewicht) und erreichte einen guten 3. Platz. Im Jahre 1982 wurde er deutscher A-Jugendmeister (Altersgruppe bis zum 18. Lebensjahr) im freien Stil im Bantamgewicht und 1983 deutscher Juniorenmeister im Federgewicht. Bei den deutschen Meisterschaften der Senioren wollte Ralf Lyding einfach kein Titelgewinn gelingen. Sechsmal belegte er den 2. Platz und viermal den 3. Platz. 1993 klappte es aber dann doch noch. Er wurde endlich deutscher Meister vor seinen Vereinskameraden Jörg Helmdach und Christian Graupeter.
1983 wurde Ralf Lyding mit dem KSV Witten allerdings schon deutscher Mannschaftsmeister.
Im Jahre 1984 startete Ralf Lyding seine internationale Laufbahn. Er belegte bei der Junioren-EM in Slaghaven in Dänemark im freien Stil, auf den er sich nunmehr konzentrierte, einen hervorragenden 3. Platz im Federgewicht. 1985 erfolgte bei der Weltmeisterschaft in Budapest sein Debüt bei den Senioren. Er startete dort bei der Weltmeisterschaft im Federgewicht. Nach einem Sieg über den Griechen Panagiotis Kalaitzidis unterlag er in seinen beiden nächsten Kämpfen und blieb unplatziert.
1986 startete Ralf Lyding sowohl bei der Europameisterschaft in Athen als auch bei der Weltmeisterschaft in Budapest. In Athen belegte er im Federgewicht den 7. Platz und in Budapest erreichte er einen hervorragenden 6. Platz. Speziell in Athen wäre eine noch weitaus bessere Platzierung möglich gewesen, wenn er nicht übermotiviert überraschenderweise gegen den Schweizer Ludwig Küng verloren hätte.
Ähnlich erging es ihm bei der Weltmeisterschaft 1987 in Clermont-Ferrand. Nach einem Sieg über den Chinesen Li Yianji unterlag er aufgrund seiner risikoreichen Ringweise gegen Karsten Polky aus der DDR und Didier Vidal aus Frankreich und erreichte nur den 18. Platz.
In den Jahren 1988 und 1989 musste Ralf Lyding auf der internationalen Ringermatte seinem Vereinskameraden Jörg Helmdach den Vortritt lassen. Er kam erst bei der Europameisterschaft 1990 in Poznań, nunmehr trainiert von Michael Kuhn, wieder zum Einsatz. Er heimste dort den größten Erfolg seiner Laufbahn ein, denn er wurde mit fünf Siegen Europameister. Im Finale besiegte er dabei Karsten Polky mit 4:2 Punkten. Bei der Weltmeisterschaft des gleichen Jahres in Tokio enttäuschte Ralf Lyding. Zwei Siegen, die er dort erzielte standen drei Niederlagen gegenüber. Die Folge war ein 10. Platz, der seinen Erwartungen nicht entsprach.
Bei der Europameisterschaft 1991 in Stuttgart zeigte Ralf Lyding noch einmal hervorragende Kämpfe. Er verpasste dort allerdings wegen einer knappen Punktniederlage gegen Metin Kaplan aus der Türkei, den er 1990 noch geschlagen hatte, den Endkampf, besiegte aber im Kampf um die EM-Bronzemedaille den Italiener Giovanni Schillaci. Bei der Weltmeisterschaft 1991 in Warna verlor er seinen ersten Kampf gegen den besten Freistilringer jener Jahre, den US-Amerikaner John Smith (1:10) und auch seinen zweiten Kampf knapp mit 0:1 Punkten gegen den Türken Ismail Faikoğlu und landete damit abgeschlagen auf dem 23. Platz.
1992 war Ralf Lyding die meiste Zeit verletzt oder erkrankt und konnte deshalb nicht in den Kampf um den Startplatz bei den Olympischen Spielen in Barcelona eingreifen. Bei der Europameisterschaft 1993 war er wieder dabei und verlor in der 1. Runde gegen den Zyprer Aroutioun, bei dem es sich eigentlich um den Armenier Barsegutan Arutjunow handelte. Auf Grund einer Regeländerung führte bereits diese eine Niederlage zum Ausscheiden aus dem Turnier.
1994 startete Lyding, der bei einer Größe von 1,70 m, im Federgewicht immer unter Gewichtsproblemen litt, erstmals bei einer internationalen Meisterschaft im Leichtgewicht. In Rom konnte er dabei voll überzeugen, auch wenn er nur den 4. Platz belegte. In einem hochspannenden Vorrundenkampf unterlag er dabei gegen Wadim Bogijew aus Russland sehr knapp mit 3:4 Punkten. Bei der Weltmeisterschaft des gleichen Jahres kam aber Ralf Lyding trotzdem nicht zum Einsatz, weil dort Alexander Leipold im Leichtgewicht startete und der auch Weltmeister wurde.
Ralf Lyding, der als Postbeamter tätig war, beendete daraufhin seine internationale Karriere.

## Internationale Erfolge
(WM = Weltmeisterschaft, EM = Europameisterschaft, F = freier Stil, Pa = Papiergewicht, Ba = Bantamgewicht, Fe = Federgewicht, Le = Leichtgewicht, damals bis 48 kg, 57 kg, 62 kg u. 68 kg Körpergewicht)
- 1983, 2. Platz, Großer Preis von Österreich, F, Fe, hinter Daniel Heldner, Österreich u. vor Mark Dunbar, Vereinigtes Königreich;
- 1984, 3. Platz, Junioren-EM (Espoirs) in Slaghaven/Dänemark, F, Fe, hinter Gadschiew, UdSSR und Borislaw Welitschkow, Bulgarien und vor Marian Skubacz, Polen, Öztürk, Türkei und Josef Svajlenka, ČSSR;
- 1985, 5. Platz, "Memorial-Roger-Coulon" in Clermont-Ferrand, F, Fe, hinter Siradschurdin Aizorow, UdSSR, Gary Bohaty, Kanada, Marian Skubacz und Lutz Remus, DDR und vor Günter Laier, Deutschland;
- 1985, unpl., EM in Budapest, F, Fe, mit einem Sieg über Panagiotis Kalaitzidis, Griechenland und Niederlagen gegen József Orbán, Ungarn u. Popa, Rumänien;
- 1986, 4. Platz, Großer Preis der ČSSR in Prag, F, Fe, hinter József Orbán, Josef Svajlenka und M. Karajew, UdSSR und vor Günter Laier;
- 1986, 7. Platz, EM in Athen, F, Fe, mit Siegen über Panagiotis Kalaitzidis, Donew, Bulgarien und Axelsson, Schweden und Niederlagen gegen Ludwig Küng, Schweiz und József Orbán;
- 1986, 6. Platz, WM in Budapest, F, Fe, mit Siegen über Fabio Vitrano, Italien, Dan Cummings, Australien und Iwan Waauff, Belgien und Niederlagen gegen Joe McFarland, Vereinigte Staaten, Awirmediin Enchee, Mongolei und Jang Sa-Yung, Südkorea;
- 1987, 4. Platz, Großer Preis der Bundesrepublik Deutschland, F, Fe, hinter Marian Skubacz, Karsten Polky, DDR und József Orbán vor Panagiotis Kalaitzidis und Mika Lehto, Finnland;
- 1987, 2. Platz, Großer Preis von Österreich, F, Le, hinter Rahmi Harunoğlu, Türkei und vor Attila Podolzski, Ungarn, Per Johansson und Joakim Stenholm, beide Schweden;
- 1987, 18. Platz, WM in Clermont-Ferrand, F, Fe, mit einem Sieg über Li Yianji, China u. Niederlagen gegen Karsten Polky und Didier Vidal, Frankreich;
- 1990, 1. Platz, EM in Poznań, F, Fe, mit Siegen über Metin Kaplan, Türkei, Frans Snijders, Niederlande, Nijazi Sarapoli, Jugoslawien, Samil Magomedow, UdSSR und Karsten Polky;
- 1990, 10. Platz, WM in Tokio, F, Fe, Sieger: John Smith, Vereinigte Staaten vor Gary Bohaty und Karsten Polky;
- 1991, 3. Platz, EM in Stuttgart, F, Fe, mit Siegen über Besim Jasari, Jugoslawien, Vicente Caceres, Spanien u. Giovanni Schillaci, Italien u. einer Niederlage gegen Metin Kaplan;
- 1991, 23. Platz, WM in Warna, F, Fe, nach Niederlagen gegen John Smith und Ismail Faikoğlu, Türkei;
- 1993, unpl., EM in Kaposvár, F, Fe, nach einer Niederlage gegen Aroutioun, Zypern (Barsegutan Arutjunow, Armenien);
- 1994, 4. Platz, EM in Rom, F, Le, mit Siegen über Juan Lopez, Spanien, Agim Ejupi, Mazedonien, Elchad Alachwerdijew, Aserbaidschan und Niederlagen gegen Wadim Bogijew, Russland und Roman Motrowitsch, Ukraine

## Deutsche Meisterschaften
- 1981, 3. Platz, F, Pa, hinter Ralf Markgraf, AC Bavaria Goldbach und Jürgen Nick, Fehrenbach,
- 1983, 3. Platz, F, Ba, hinter Hans Partsch, KSV Aalen und vor Rolf Monschau, Bonn-Duisdorf,
- 1987, 2. Platz, F, Fe, gemeinsam mit Jörg Helmdach, Witten und vor Paul Süß, Graben-Neudorf,
- 1988, 2. Platz, F, Fe, hinter Jörg Helmdach und vor Günter Laier, AV Reilingen,
- 1989, 3. Platz, F, Le, hinter Georg Schwabenland, KSV Wiesental und vor Alexander Leipold, Goldbach,
- 1990, 3. Platz, F, Le, hinter Georg Schwabenland und Marian Skubacz, RWG Mömbris-Königshofen,
- 1991, 2. Platz, F, Fe, hinter Karsten Polky, 1. Luckenwalder SC und vor Jörg Helmdach,
- 1992, 2. Platz, F, Fe, hinter Karsten Polky und vor Jörg Helmdach,
- 1993, 1. Platz, F, Fe, vor Jörg Helmdach und Christian Graupeter, KSV Witten,
- 1994, 2. Platz, F, Le, hinter Andreas Kubiak, VfK Schifferstadt und vor Andreas Zabel, 1. Luckenwalder SC,
- 1996, 2. Platz, F, Le, hinter Fathi Özbas, KSV Aalen und vor Behcet Selimoglu, VfK Schifferstadt